# Grote kruiplijster
De grote kruiplijster (Erythrogenys hypoleucos synoniem: Pomatorhinus hypoleucos) is een zangvogel uit de familie Timaliidae (timalia’s) die voorkomt in Zuidoost-Azië.

## Kenmerken
De lichaamslengte van de grote kruiplijster bedraagt 28 cm. Deze vogel heeft een donkere, lange, omlaag gebogen snavel. Van boven is de vogel overwegend donker, roestkleurig bruin tot grijs. Kenmerkend is een roestrode vlek schuin achter het oog. De flanken zijn leigrijs met daardoor witte strepen. Verder is er een vage witte streep vanaf het oog en ook vage witte strepen op de hals, maar die ontbreken bij sommige ondersoorten. Zijn zang bestaat uit hoge melodieuze klanken.

## Leefwijze
Deze vogel leeft hoofdzakelijk van insecten, die hij in de strooisellaag zoekt.

## Verspreiding en leefgebied
Deze vogel komt voor in zuidoostelijk Azië en telt vijf ondersoorten:
- E. h. hypoleucos: van Bangladesh en noordoostelijk India tot in het noordwesten van Myanmar.
- E. h. tickelli: van zuidelijk Myanmar tot zuidelijk China, Thailand, zuidwestelijk Cambodja en noordelijk Indochina.
- E. h. brevirostris: zuidelijk Indochina.
- E. h. wrayi: het schiereiland Malakka.
- E. h. hainanus: Hainan.

Het is een vogel van altijd groenblijvend tropisch en montaan bos, meestal tot 1200 m boven de zeespiegel, in Maleisië tussen de 900 en 2200 m.

## Status
De grote kruiplijster heeft een groot verspreidingsgebied en daardoor is de kans op de status kwetsbaar (voor uitsterven) gering. De grootte van de populatie is niet gekwantificeerd. In het noorden van het verspreidingsgebied is het een vrij zeldzame vogel, in zuidelijkere, meer beboste streken is de vogel wat algemener, maar gaat in aantal achteruit. Het tempo van achteruitgang ligt onder de 30% in tien jaar (minder dan 3,5% per jaar). Om deze redenen staat de grote kruiplijster als niet bedreigd op de Rode Lijst van de IUCN.